# Wu da Wälder hamlich rausch’n

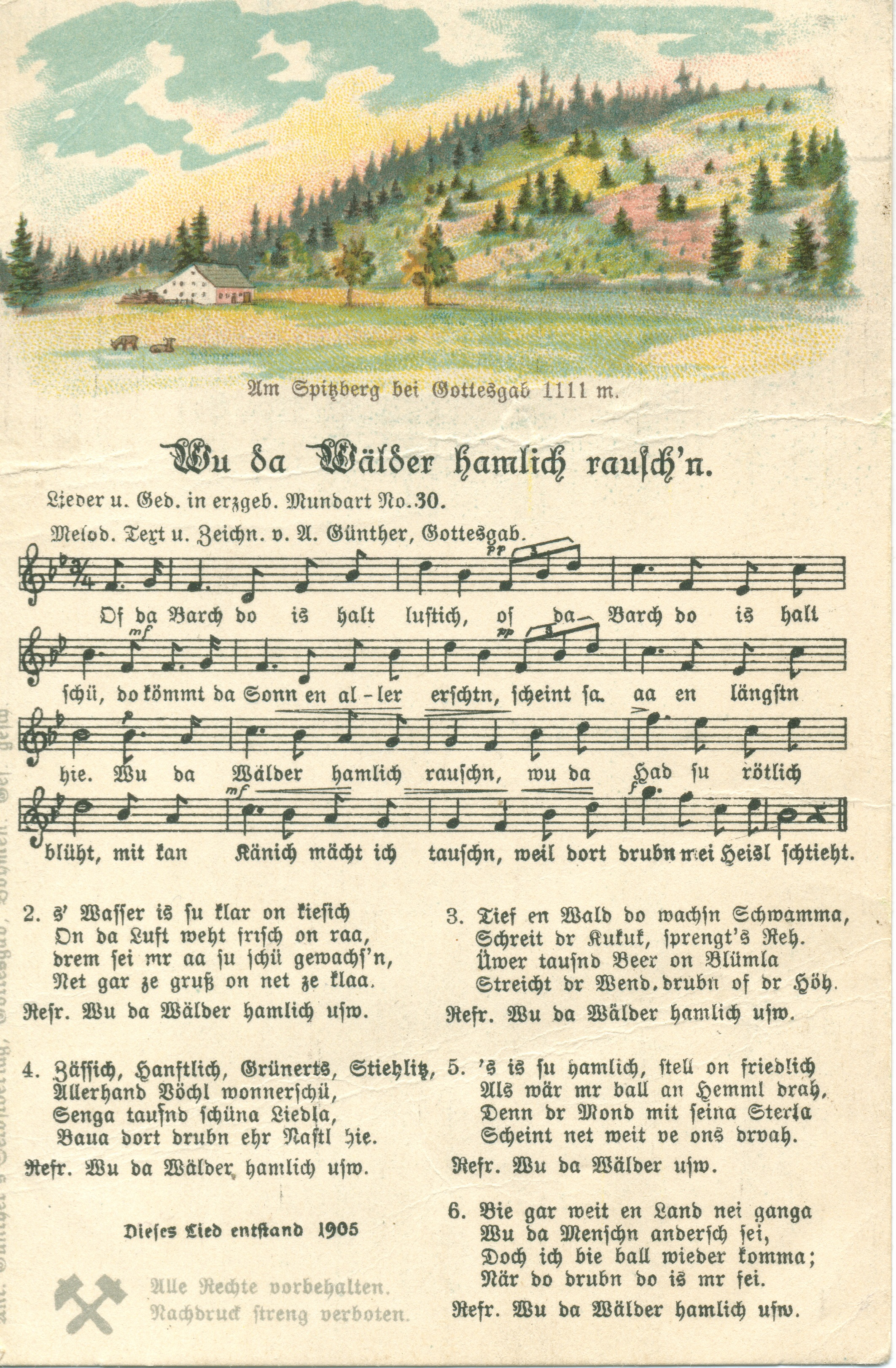
Wu da Wälder hamlich rausch’n, Liedpostkarte Nr. 30 (nach 1905)

Wu da Wälder hamlich rausch’n ist eines der bekanntesten Volkslieder des Erzgebirges aus dem Jahr 1905, geschrieben vom Volksdichter Anton Günther.

## Hintergrund
Das Lied Wu da Wälder hamlich rausch’n erschien auf der dreißigsten Liedpostkarte von Anton Günther; sie wurde seine meistverkaufte. Das Lied wurde bis heute mehrfach gecovert und neuinterpretiert, unter anderem vom Erzgebirgsensemble Aue (Wu de Walder haamlich rauschen) im Jahr 1992 und von Stefanie Hertel (Wu de Walder haamlich rauschen) im Jahr 2017.

## Text
Original (erzgebirgisch)

1. Of da Barch do ist halt lustich,

of da Barch do is halt schie,

do kömmt da Sonn en aller erschtn,

scheint sa aa en längstn hie.

Wu da Wälder hamlich rauschn,

wu da Had su rötlich blieht,

mit kan Känich mächt ich tauschn,

weil dort drubn mei Heisl schtieht.

2. s’ Wasser is su klar und kiesich

On da Luft weht frisch on raa,

drem sei mr aa su schie gewachs’n,

Net gar ze gruß on net ze klaa.

Refr. Wu da Wälder hamlich usw.

3. Tief en Wald do wachsn Schwamma,

Schreit dr Kukuk, sprengt’s Reh.

Üwer tausnd Beer on Blümla

Streicht dr Wend, drubn of dr Höh.

Refr. Wu da Wälder hamlich usw.

4. Zässisch, Hanftlich, Grünerts, Stiehlitz,

Allerhand Vöchl wonnerschie,

Senga tausnd schiena Liedla,

Baua dort drubn ehr Nastl hie.

Refr. Wu da Wälder hamlich usw.

5. ’s is su hamlich, stell und friedlich

Als wär mar ball an Hemml drah,

Denn dr Mond mit seina Sterla

Scheint net weit ve ons drvah.

Refr. Wu da Wälder hamlich usw.

6. Bie gar weit en Land nei ganga

Wu da Menschn andersch sein,

Doch ich bie ball wieder komma;

När do drubn do is mr fei.

Refr. Wu da Wälder hamlich usw.
Übertragung (standarddeutsch)

1. Auf den Bergen, da ist es halt lustig,

auf den Bergen, da ist es halt schön,

da kommt die Sonne am allerersten,

scheint sie auch am längsten hin.

Wo die Wälder heimelig rauschen,

wo die Heide so rötlich blüht,

mit keinem König möcht ich tauschen,

weil da droben mein Häuschen steht.

2. Das Wasser ist so klar und kiesig,

und die Luft weht frisch und rein,

drum sind wir auch so schön gewachsen,

nicht zu groß und nicht zu klein.

Refr. Wo die Wälder heimelig rauschen...

3. Tief im Wald, da wachsen Pilze,

schreit der Kuckuck, springt das Reh.

Über tausend Beeren und Blumen

streicht der Wind, droben auf der Höh.

Refr. Wo die Wälder heimelig rauschen...

4. Zeisig, Hänfling, Grünfink, Stieglitz,

allerlei Vögel, wunderschön,

singen tausend schöne Lieder,

bauen dort droben ihre Nester hin.

Refr. Wo die Wälder heimelig rauschen...

5. Es ist so heimelig, still und friedlich,

als wär man beinah am Himmel dran,

denn der Mond mit seinen Sternen

scheint nicht weit von uns entfernt.

Refr. Wo die Wälder heimelig rauschen...

6. Ich bin gar weit ins Land gegangen,

wo die Menschen anders sind,

doch ich bin bald wiedergekommen,

nur da droben, da ist mir wohl.

Refr. Wo die Wälder heimelig rauschen...

## Schellackplatte
- 1929: „Wu da Wälder hamlich rausch’n“ / „Feieromd“, Deutsche Grammophon[4][5]